# Alinord
Alinord est une compagnie aérienne italienne opérant de 1986 à 1990.

## Histoire
De 1980 à 1986, Alinord était connu sous le nom de Cadabo. Sa base était en Linate, Milan et Ciampino, Rome. Exploité entre 1986 et 1990, principalement pour les charters d'affaires. La compagnie aérienne a fermé en raison de problèmes financiers.

## Flotte
- Fokker F28-1000
- 5 McDonnel Douglas MD-82
- 1 McDonnel Douglas MD-83
- Yakovlev Yak-40